# Hemibates
Hemibates is een monotypisch geslacht van straalvinnige vissen uit de familie van de cichliden (Cichlidae).

## Soort
- Hemibates stenosoma (Boulenger, 1901)